# McCurtain
McCurtain és un poble dels Estats Units a l'estat d'Oklahoma. Segons el cens del 2000 tenia 466 habitants.

## Demografia
Segons el cens del 2000, McCurtain tenia 466 habitants, 178 habitatges, i 122 famílies. La densitat de població era de 162,1 habitants per km².
Dels 178 habitatges en un 36% hi vivien nens de menys de 18 anys, en un 54,5% hi vivien parelles casades, en un 11,8% dones solteres, i en un 30,9% no eren unitats familiars. En el 29,8% dels habitatges hi vivien persones soles el 17,4% de les quals corresponia a persones de 65 anys o més que vivien soles. El nombre mitjà de persones vivint en cada habitatge era de 2,62 i el nombre mitjà de persones que vivien en cada família era de 3,28.
Per edats la població es repartia de la següent manera: un 30,5% tenia menys de 18 anys, un 9,2% entre 18 i 24, un 24,2% entre 25 i 44, un 21,7% de 45 a 60 i un 14,4% 65 anys o més.
L'edat mediana era de 34 anys. Per cada 100 dones de 18 o més anys hi havia 97,6 homes.
La renda mediana per habitatge era de 22.188 $ i la renda mediana per família de 29.167 $. Els homes tenien una renda mediana de 29.167 $ mentre que les dones 15.833 $. La renda per capita de la població era d'11.410 $. Entorn del 16,2% de les famílies i el 22,5% de la població estaven per davall del llindar de pobresa.

## Poblacions més properes
El següent diagrama mostra les poblacions més properes.